# Pierre-Julien Eymard
Pierre-Julien Eymard, född 4 februari 1811 i La Mure, Isère, Frankrike, död 1 augusti 1868 i La Mure, var en fransk romersk-katolsk präst och ordensgrundare. Han vördas som helgon inom Romersk-katolska kyrkan.

## Biografi
Franska revolutionen (1789–1799) hade inneburit en långtgående sekularisering för Frankrikes del. Eymard föddes i början av 1800-talet i ett antiklerikalt och antikatolskt samhälle. Han inträdde i prästseminariet i Grenoble, men han tvingades att avbryta sina studier på grund av svag hälsa. Trots detta fortsatte han så småningom att studera och prästvigdes den 20 juli 1834.
Eymard strävade efter att sprida vördnaden för Jungfru Maria samt Altarets allraheligaste sakrament, den heliga Eukaristin. 1856 grundade han, tillsammans med Marguerite Guillot (1815–1885), Det allraheligaste sakramentets kongregation, emellanåt benämnd "Eukaristinerna". Två år senare, 1858, stiftade han lekmannaorden Det allraheligaste sakramentets tjänarinnor, vars fokus låg på eukaristisk tillbedjan.
Påve Johannes XXIII helgonförklarade Pierre-Julien Eymard den 9 december 1962. 1995 utropades Eymard till ”Eukaristins apostel”.

## Citat
| ”                      | Den heliga eukaristin är det fulländade uttrycket för Jesu Kristi kärlek till människorna. | „ |
| – Pierre-Julien Eymard |                                                                                            |   |

### Webbkällor
- ”Venerable Pierre-Julien Eymard”. Catholic Encyclopedia. New Advent. http://www.newadvent.org/cathen/05735b.htm. Läst 4 augusti 2017.